# Walnut Grove, Alabama
Walnut Grove là một thị trấn thuộc quận Etowah, tiểu bang Alabama, Hoa Kỳ. Dân số năm 2009 là 702 người, mật độ đạt 54 người/km².